# Asterinales
Die Asterinales sind eine Ordnung der Schlauchpilze, die parasitisch auf Pflanzen leben.

## Merkmale
Die Asterinales bilden auf der Oberfläche ihrer Wirte oft netzartige kreisrunde Strukturen, in denen sich die schwarzen Fruchtkörper, die Ascomata, befinden. Diese sind abgeflacht, gerundet im Umriss, länglich oder lineal, öffnen sich sternförmig oder mit längsläufigen Rissen, um die Schläuchen freizugeben. Ein Gewebe zwischen den Schläuchen fehlt. Appressorien können vorhanden sein oder fehlen. Die Schläuche sind achtsporig, bitunikat, kugelig bis halbkugelig, Die Sporen sind durchscheinend bis braun, meist kugelig, aber auch zylindrisch. In der Nebenfruchtform sind sie coelomycetisch mit Pyknidien oder auch hyphomycetisch mit Konidienträgern. Diese Nebenfruchtformen sind dann gallertartig und blass.

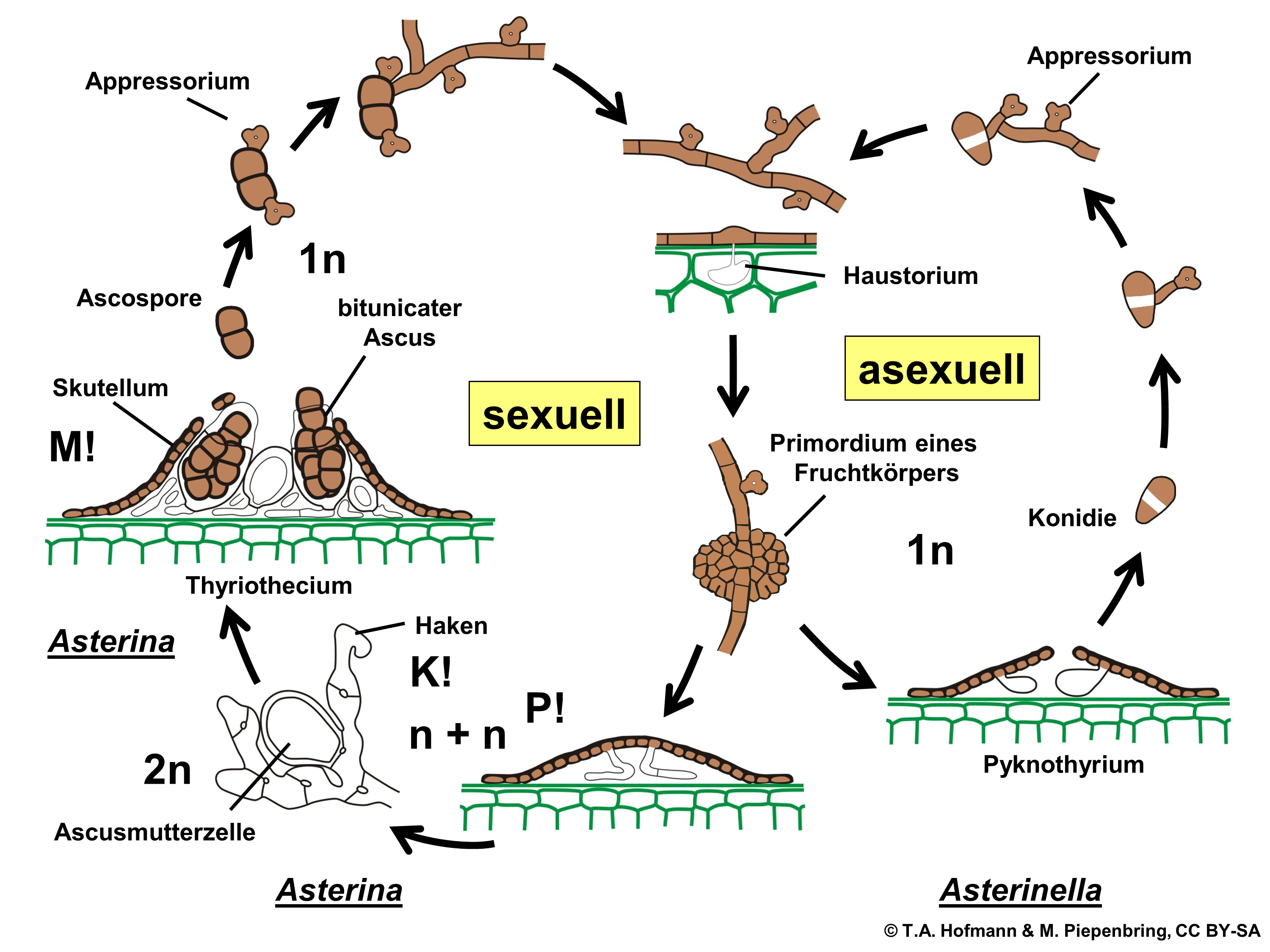
Entwicklungszyklus von Asterina sp. (nach Meike Piepenbring)

## Lebensweise
Die bekannten Arten der Asterinales leben parasitisch oder saprob auf Blättern, Stängeln oder Stämmen höherer Pflanzen. Sie sind obligat biotroph.

## Systematik und Taxonomie
Die Stellung und Umfang der Asterinales war bis in jüngste Zeit umstritten. Die Asterinales wurden als Ordnung zunächst 1976 ungültig von Margaret Elizabeth Barr beschrieben, da die damals noch notwendige lateinische Beschreibung fehlte. David Leslie Hawksworth und Ove Erik Eriksson beschrieben die Ordnung dann 1986 gültig mit der Typusfamilie Asterinaceae. Sie ist keiner Unterklasse innerhalb der Dothideomycetes zugeordnet. Wu und Mitarbeiter schlugen 2011 vor, auch die Familien Aulographaceae und Parmulariaceae in die Ordnung zu stellen. Das wurde aber von anderen Autoren verworfen. 2015 stellten Guatimosim und Mitarbeiter die Gattung Asterotexis in eine eigene Familie (Asterotexiaceae) und Ordnung (Asterotexiales). 2017 wurde diese neue Ordnung aber nicht anerkannt und als Synonym zu den Asterinales gerechnet. Die als Asterotexiaceae beschriebene Familie wird aber als Asterotexaceae anerkannt. Dai und Mitarbeiter stellten dann 2018 noch die Familien Hemigraphaceae, Melaspileellaceae und Stictographaceae.
Mit Stand Februar 2022 zählen nun folgende Gattungen und Familien zur Ordnung:
- Familie Asterinaceae
  - Asterina
  - Asterinella
  - Asterolibertia
  - Asterostomella
  - Batistinula
  - Blastacervulus
  - Cirsosia
  - Discopycnothyrium
  - Echidnodella
  - Echidnodes
  - Halbania
  - Lembosia
  - Meliolaster
  - Parasterinopsis
  - Platypeltella
  - Prillieuxina
  - Schenckiella
  - Trichasterina
  - Trichopeltospora
  - Uleothyrium
  - Vizellopsis

- Familie Asterotexaceae
  - Asterotexis

- Familie Hemigraphaceae
  - Hemigrapha

- Familie Lembosiaceae
  - Lembosia

- Familie Melaspileellaceae
  - Melaspileella

- Familie Morenoinaceae
  - Morenoina

- Familie Neobuelliellaceae
  - Neobuelliella

- Familie Stictographaceae
  - Buelliella
  - Karschia
  - Labrocarpon
  - Melaspileopsis
  - Stictographa

Die Gattungen Andamanomyces, Caribaeomyces, Caudella, Discopycnothyrium, Hazslinszkya, Inocyclus, Melanographa, Pirozynskiella und Vishnumyces sind noch incertae sedis und keiner Familie zugeordnet.